# نوروزی (قوچان)
نوروزی، روستایی است از توابع بخش مرکزی شهرستان قوچان در استان خراسان رضوی ایران.
مردم این روستا به زبان ترکی خراسانی تکلّم می‌کنند.

## جمعیت
این روستا در دهستان قوچان عتیق قرار داشته و براساس سرشماری سال ۱۳۸۵جمعیت آن ۵۷۳ نفر (۱۳۹ خانوار) بوده است.